# 永吉健太郎
永吉 健太郎（ながよし けんたろう、1963年 - ）は、日本の元俳優。

## 人物
子役としてテレビや映画に出演後、筑波大学大学院修士課程修了後に『劇団離風霊船』に入団し舞台俳優となる。その後、同劇団を退団し、1998年5月に富士通ゼネラルに入社。日本電機工業会空気清浄機技術専門委員会委員。
ホーム機器事業部の課長として脱臭機の開発に従事。2016年9月現在は、富士通ゼネラル研究所に所属。

## 出演作品

### テレビドラマ
- 帰ってきたウルトラマン 第31話「悪魔と天使の間に....」（1971年） - 風間輝男（ゼラン星人）
- 行け!ゴッドマン 「ゴッドマン対グリーンマスク」「ゴッドマン対ツノジラス」（1972年）
- 雑居時代 第8話「親父だけが知っている」（1973年） - 生徒
- SFドラマ 猿の軍団 第2話「魔境へ! 脱出」（1974年） - 人形劇の声
- 破れ傘刀舟悪人狩り 第63話「父と子の詩」（1975年） - 岡崎和馬

### 映画
- 激動の昭和史 沖縄決戦（1971年） - 疎開する少年 ※ノンクレジット